# George Barnes (tir sportif)
Pour les articles homonymes, voir George Barnes et Barnes.
George Barnes, né en 1849 et mort le 25 janvier 1934, est un tireur sportif britannique.

## Palmarès
- Jeux olympiques de 1908 à Londres (Royaume-Uni) :
  -  Médaille de bronze de l'épreuve de 50 m rifle couché (60 coups).